# Neoseiulus zwoelferi
Neoseiulus zwoelferi är en spindeldjursart som först beskrevs av Dosse 1957.  Neoseiulus zwoelferi ingår i släktet Neoseiulus och familjen Phytoseiidae. Inga underarter finns listade i Catalogue of Life.